# Laipiosaaret
Laipiosaaret är en ö i Finland. Den ligger i sjön Haukivesi och i kommunen Varkaus i den ekonomiska regionen  Varkaus ekonomiska region  och landskapet Norra Savolax, i den sydöstra delen av landet, 290 km nordost om huvudstaden Helsingfors. Öns area är 2,4 hektar och dess största längd är 330 meter i öst-västlig riktning.  Notera att namnet antyder att det är fråga om flera öar.